# بين جي. سلاتر
بين جي. سلاتر (بالإنجليزية: Ben G. Slater)‏ هو محامي وسياسي أمريكي، ولد في 26 سبتمبر 1907، وتوفي في 1998. حزبياً، نشط في الحزب الجمهوري. وقد انتخب عضو جمعية ولاية ويسكونسن.